# Nathaliella alaica
Nathaliella alaica är en flenörtsväxtart som beskrevs av Boris Fedtjenko. Nathaliella alaica ingår i släktet Nathaliella och familjen flenörtsväxter. Inga underarter finns listade i Catalogue of Life.